# Шейх Мансур
Шейх Мансур (чеч. Шайх Мансур, Şayx Mansur, شیخ منسور), справжнє ім'я — Ушурма (нар. мід 1760 ~ 1765, Алди — пом. 13 квітня 1794, Шліссельбург) — перший імам Кавказу. Військовий, релігійний та політичний лідер кавказьких горян наприкінці XVIII століття, борець проти окупації Великої Чечні Російською імперією. Один з провідних діячів Кавказької війни 1785—1791 років. Національний герой чеченського народу.

## Біографія
Народився в 1765 (за іншими даними — 1760) році в селищі Алди у Великій Чечні. Чеченець, походив з тейпа Елістанжхой. Батько Мансура Шаабаз разом з братами переселився в Алди зі свого хутора, що розташовувався недалеко від аулу Тевзана, приблизно в 1740-х роках. Був родом з села Елістанжи. У дитинстві вивчав Коран, отримав освіту в Дагестані в накшбандійській школі суфізму.
У 1784 році Мансур, який, ставши імамом, повернувся назад до Чечні, засмутився російським пануванням на Північному Кавказі. Він почав проповідувати чеченському народу погляди ісламу, звелівши їм перестати практикувати свої давні язичницькі традиції з культом померлих, припинити курити тютюн, намагатися впливати на соціальні угоди (адати) з релігійних поглядів та зберігати ісламську єдність. Це було нелегко в країні, де люди жили за древніми традиціями, звичаями та поглядами. Ісламська традиція в Чечні, особливо в горах, була не такою сильною, як це було в Дагестані. Але священна війна, яку він оголосив, була спробою єдності серед тейпів.
Того ж року він підняв чеченців на боротьбу проти колонізаторської політики Росії. Йому вдалося швидко зібрати навколо себе однодумців. Посланий для придушення повстання і полонення Мансура загін чисельністю в 2000 солдат з 2 гарматами під начальством полковника де Пієрі ввійшов до аулу, але застав його покинутим. Коли російські війська розграбували і спалили село, Мансур оголосив святу війну (газават) проти росіян. 6 липня 1785 року він зі своїми прихильниками завдав російському загону нищівної поразки. Сам полковник де Пієрі загинув під час бою. Існує версія, що серед полонених чеченцями російських вояків був Петро Багратіон, згодом генерал і герой франко-російської війни 1812 року. Після цього шейх Мансур зі своїми вояками ввійшов у Дагестан через Кабарду. Більшість його військ складалися з вихідців з Дагестану та Чечні, число яких до грудня 1785 року склало понад 12 тисяч воїнів. Мансур після цього зробив ряд наступальних дій проти російських укріплень і станиць Кавказької лінії. Гарнізони, що займали укріплення від Моздока до Владикавказа, не спромоглися захистити дорогу до Грузії від нападів з боку чеченців. Внаслідок цього в 1786 році тільки що зведені укріплення були вимушено залишені й гарнізони виведені звідти. Однак він зазнав поразки, коли спробував вдертися на територію Росії і не зміг взяти форт Кизляр. Протягом 1787—1791 років під час російсько-османської війни шейх Мансур переїхав до Адигеї, де своєю появою і перебуванням значно зміцнив пануючі ісламські традиції. Він організував силами адигейських і ногайських воїнів численні напади на російські гарнізони і форти, але вони часто були неуспішними.
У червні 1791 року шейх Мансур був полонений російськими військами в османській фортеці Анапа на Чорному морі. Він був доставлений до Санкт-Петербурга і довічно ув'язнений. У квітні 1794 року помер у Шліссельбурзькій фортеці.

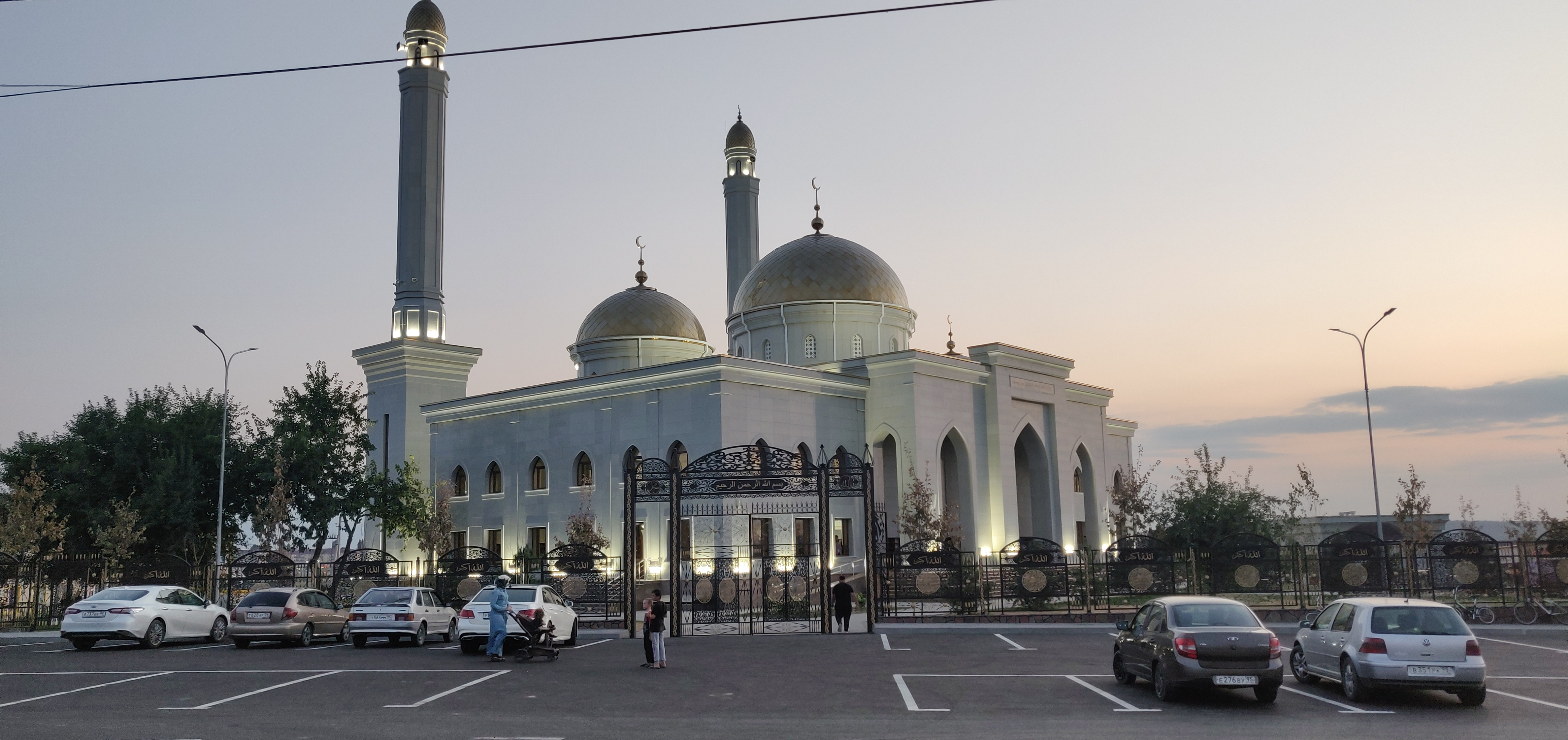
Мечеть імені шейха Мансура у Грозному

## Увічнення пам'яті

### Чечня
Ім'я шейха Мансура як лідера повстання проти російських окупантів стало одним із символів національного відродження чеченського народу на початку 1990-х років.
- У період фактичної незалежності Ічкерії в місті Грозний центральну площу Леніна [3] та вулицю Б. Хмельницького[4] (за іншими даними — вулицю Маяковського)[5] було перейменовано на честь Шейха Мансура.
- Вулиці Шейха Мансура сьогодні існують у Хасав'юрті, Шалі, Знаменському, Іласхан-Юрті, Кобі, Шелкозаводській, а також у селі Кадиротар Хасав'юртівського району Республіки Дагестан.
- Меморіальна дошка в Хасав'юрті на вулиці Шейха Мансура[6].
- Нащадки роду шейха Мансура в 2014 році встановили на Алдинському кладовищі пам'ятник (чурт) шейхові Мансуру як уродженцеві Алдів, що загинув на чужині.
- У 2015 році на мечеті імені шейха Мансура в Алдах відкрито меморіальну плиту.
- У грудні 2020 року Заводський район міста Грозний був перейменований в Шейх-Мансуровський.

### Україна
28 жовтня 2022 року у місті Кривий Ріг вулицю Камчатську перейменували на вулицю Шейха Мансура.
Ім'я Шейха Мансура має чеченський батальйон у складі Добровольчого українського корпусу.